# Antonio Varsori

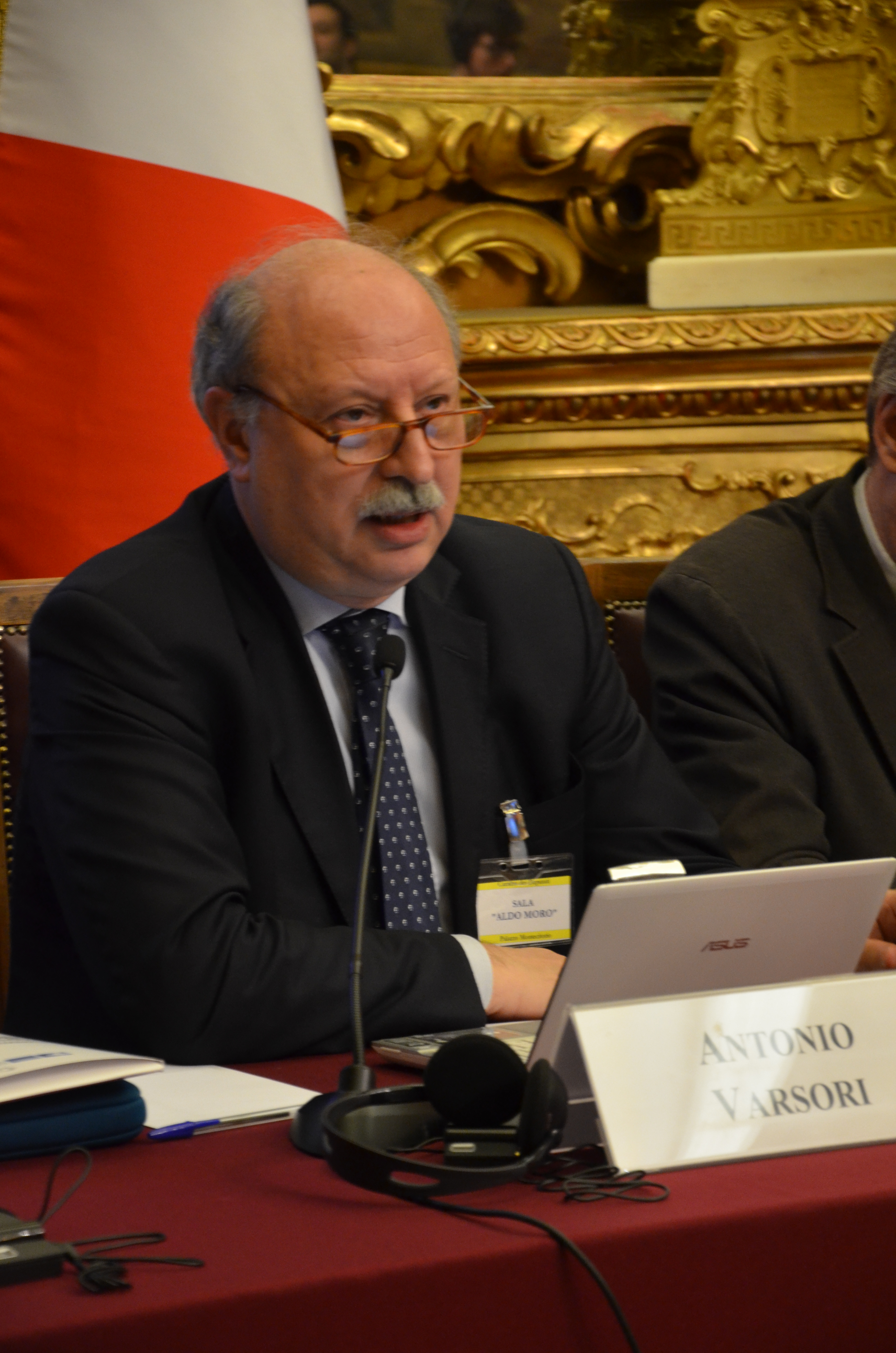
Antonio Varsori

Antonio Varsori (Pontedera, 8 agosto 1951) è uno storico italiano. È tra i maggiori storici dell'integrazione europea e della politica estera italiana, titolare dalla cattedra "Jean Monnet" di Storia dell'integrazione europea presso l'Università degli Studi di Padova, Presidente della Società Italiana di Storia Internazionale nonché membro del Comitato per la Pubblicazione dei Documenti Diplomatici Italiani del Ministero degli affari esteri e della cooperazione internazionale.

## Biografia
Nel 1975 si laurea in Scienze Politiche (indirizzo politico-internazionale) presso l'Università degli Studi di Padova con una tesi in Storia dei trattati e politica internazionale dal titolo Carlo Sforza: un "American ploy" o un de Gaulle italiano?. Inizia in seguito la carriera universitaria dapprima come ricercatore e dal 1992 come professore associato di “Storia delle relazioni internazionali” presso il Dipartimento di Studi sullo Stato della Facoltà di Scienze Politiche dell'Università degli Studi di Firenze. Nel 2003 diventa professore ordinario di Storia delle relazioni internazionali alla Facoltà di Scienze Politiche dell'Università di Padova e dal 2004 è titolare della cattedra Jean Monnet di Storia dell'integrazione europea presso la stessa facoltà. La Direzione Generale Istruzione e Cultura della Commissione europea cita Varsori tra le "storie di successo" del progetto Jean Monnet..
Dal 2009 al 2011 è stato Direttore del Dipartimento di Studi Internazionali e, dal 2012 al 2015, del neocostituito Dipartimento di Scienze Politiche, Giuridiche e Studi Internazionali dell'Università di Padova; è inoltre stato presidente del corso di laurea in Scienze Politiche, Studi Internazionali ed Europei e direttore del Master in integrazione europea presso l’Università di Padova.
È direttore della collana "Storia internazionale dell'età contemporanea" della casa editrice FrancoAngeli, condirettore della collana "Euroclio" della casa editrice svizzera Peter Lang e, dal 2015, direttore di "Ventunesimo Secolo" rivista di studi sulle transizioni edita da FrancoAngeli. 
Ha tenuto lezioni in diverse istituzioni italiane ed europee, è associate fellow del Cold War Study Centre della London School of Economics e Membro associato del centro "IDEAS" della medesima Università; dal 2011 collabora con la School of Government dell'Università Luiss a Roma. 
È inoltre presidente del "groupe de liaison des historiens de l'Europe contemporaine auprés la Commission Européenne"; membro del comitato scientifico di riviste storiche di livello internazionale quali The Journal of European Integration History, Cold War History, Europa Europe e 49th Parallel. 
È membro fondatore del "Seminario di Storia internazionale dell'età contemporanea" nel quadro della "Società Italiana per lo Studio della Storia Contemporanea (SISSCO).

## Opere
Varsori è autore di numerose pubblicazioni, in varie lingue. Due di queste (L'Italia nelle relazioni internazionali dal 1943 al 1992; "Storia Internazionale. 
Dal 1919 ad oggi") sono tra i testi consigliati dal Ministero degli Esteri italiano per la preparazione al concorso per la carriera diplomatica.

 Di seguito l'elenco delle principali monografie di cui Varsori è autore:
- Gli alleati e l'emigrazione democratica antifascista: 1940-1943, Firenze, Sansoni, 1982
- Il Patto di Bruxelles, 1948: tra integrazione europea e alleanza atlantica, Roma, Bonacci, 1988
- L' Italia nelle relazioni internazionali dal 1943 al 1992, Roma-Bari, Laterza, 1998
- Dimensioni storiche della cooperazione internazionale, Padova, CLEUP, 2010
- European Union history: themes and debates (con Wolfram Kaiser), Houndmills, Palgrave Macmillan, 2010
- La Cenerentola d'Europa? L'Italia e l'integrazione europea dal 1947 a oggi, Soveria Mannelli, Rubbettino, 2010
- L' Italia e la fine della guerra fredda: la politica estera dei governi Andreotti (1989-1992), Bologna, Il Mulino, 2013
- Storia Internazionale dal 1919 ad oggi, Bologna,Il Mulino 2015
- Radioso Maggio. Come l'Italia entrò in guerra, Bologna, Il Mulino, 2015
- Le relazioni internazionali dopo la guerra fredda 1987-2017, Bologna, Il Mulino, 2018
- Dalla rinascita al declino. Storia internazionale dell'Italia repubblicana, Bologna, Il Mulino, 2022[4]